# ال شرمان
ال شرمان (انگلیسی: Al Sherman؛ ۷ سپتامبر ۱۸۹۷ – ۱۶ سپتامبر ۱۹۷۳) یک آهنگساز اهل ایالات متحده آمریکا بود.